# Will McRobb y Chris Viscardi
Will McRobb y Chris Viscardi son escritores estadounidenses de televisión y películas. Ellos son mejor conocidos por ser escritores y creadores de la serie hit de Nickelodeon The Adventures of Pete & Pete, que salió al aire entre 1993 a 1996.

## Trabajo

### Televisión
| Título                        | Rol                     | Canal       | Estreno                 | Final                    |
| ----------------------------- | ----------------------- | ----------- | ----------------------- | ------------------------ |
| The Adventures of Pete & Pete | creadores, escritores   | Nickelodeon | 28 de noviembre de 1993 | 28 de diciembre de 1995  |
| Inside-Out Boy                | cocreadores, escritores | Nickelodeon | 1990                    | 1992                     |
| KaBlam!                       | cocreadores, escritores | Nickelodeon | 1 de octubre de 1996    | 30 de diciembre de 2000  |
| The War Next Door             | creadores, escritores   | USA Network | 23 de julio de 2000     | 24 de septiembre de 2000 |
| The Naked Brothers Band       | escritores              | Nickelodeon | 3 de febrero de 2007    | 13 de junio de 2009      |
| The Assistants                | creadores               | The N       | 10 de julio de 2009     | 11 de septiembre de 2009 |
| Sanjay and Craig              | productores executivos  | Nickelodeon | 25 de mayo de 2013      | 29 de julio de 2016      |

### Películas
| Título                             | Rol        | Distribuidores                          | Fecha de estreno        |
| ---------------------------------- | ---------- | --------------------------------------- | ----------------------- |
| Snow Day                           | escritores | Paramount Pictures y Nickelodeon Movies | 11 de febrero de 2000   |
| Alvin and the Chipmunks            | escritores | 20th Century Fox                        | 14 de diciembre de 2007 |
| Angus, Thongs and Perfect Snogging | escritores | Paramount Pictures y Nickelodeon Movies | 25 de julio de 2008     |
| The Tale of Despereaux             | escritores | Universal Pictures                      | 19 de diciembre de 2008 |

### Series Web
| Título           | Rol                               | Distribuidor     | Estreno                | Final    |
| ---------------- | --------------------------------- | ---------------- | ---------------------- | -------- |
| Bravest Warriors | creadores, productores executivos | Cartoon Hangover | 8 de noviembre de 2012 | presente |